# Rosalía
Rosalía (celým jménem Rosalía Vila Tobella) (* 25. září 1992 Sant Esteve Sesrovires, Barcelona, Katalánsko) je španělská zpěvačka, skladatelka a producentka. Proslavila se spoluprácemi s umělci jako jsou Travis Scott, J Balvin, Pharrell Williams nebo James Blake. Její hudba bývá označována jako fúze flamenca, R&B, popu a hip hopu. Své debutové album Los Ángeles vydala v roce 2017 a o rok později vydala další album El Mal Querer. Je držitelkou několika prestižních ocenění, včetně pěti cen Latin Grammy Awards a jedné Grammy Award.

## Mládí a kariéra

### Mládí
Rosalía se narodila v katalánském městě Sant Esteve Sesrovires v roce 1993. Její pradědeček byl Kubánec. Její matka je z Katalánska a její otec z Asturie. Rosalía hovoří plynně katalánsky, španělsky a anglicky. Vyrostla v rodině bez hudebních tradic. V mládí objevila flamenco. Je absolventkou školy Escola Superior de Música de Catalunya, což je katalánská hudební škola.

### 2017:Los Ángeles
V únoru 2017 Rosalía vydala své debutové album s názvem Los Ángeles. Album obsahuje 12 písní, které byly složeny v atmosféře připomínající tradiční flamenco. Byla nominována na cenu Latin Grammy Awards v roce 2017 v kategorii Nejlepší nový umělec.

### 2018–2019:El Mal Querer
V listopadu 2018 vydala své druhé studiové album s názvem El Mal Querer. Album obsahuje 11 písní nahraných ve stylu flamenkové hudby v kombinaci s různými jinými žánry hudby, např. pop, R&B a elektronická hudba. Album bylo na španělském žebříčku a na americkém seznamu nejpopulárnějších latinsko-popových alb od časopisu Billboard. Z alba vyšly 4 singly: Malamente, Pienso en tu mirá, Di mi nombre a Bagdad. Píseň Malamente získala pět nominací na cenu Latin Grammy Awards. Rosalía byla nominována na MTV Europe Music Awards 2018 v kategorii nejlepší španělský umělec. Během předávání cen předvedla písně De Aquí No Sales a Malamente.

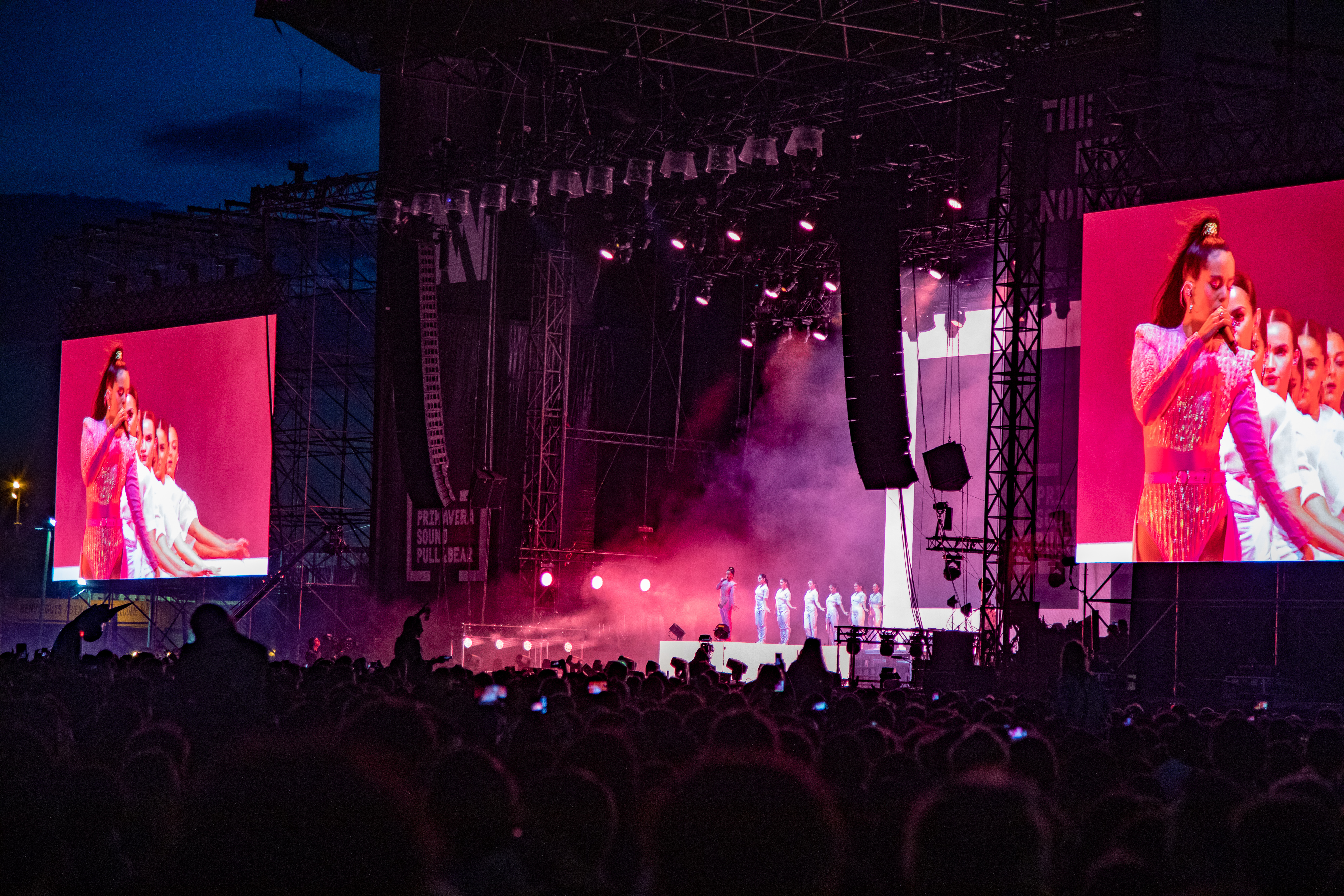
Rosalía vystupující v červnu 2019 v Barceloně před davem 63 000 návštěvníků

Jako herečka debutovala ve filmu režiséra Pedra Almodóvara s názvem Bolest a sláva (španělsky Dolor y Gloria). Film měl premiéru ve Španělsku 22. března 2019. V roce 2019 vydala několik spolupráci a singlů.

### 2022: Motomami
Třetí studiové album zvané Motomami bylo vydáno 18. března 2022 prostřednictvím Columbia Records. Obsahuje celkem 16 skladeb. Před vydáním alba byla vydána skladba La Fama hostující kanadského zpěváka The Weeknd. Dalšími propagačními singly alba byly písně Saoko, Chicken Teriyaki a Hentai. V rámci alba je v písni La Combi Versace hostující umělkyní dominikánská rapperka Tokischa. Skladby byly obohaceny o dalších 9 skladeb na speciálním vydání alba, jež je zvané Motomami+ a jež bylo vydáno 9. září 2022, obsahující mimo jiné také hitovou skladbu Despechá. Právě tato skladba byla 16. prosince 2022 vydána jako remix společně s hostující Cardi B.
Rosalía se nechala slyšet, že název „motomami“ reprezentuje energii, kterou může jedinec mít (muž. verze „motopapi“). Konkrétně část moto- reprezentuje božskou, experimentální, ráznou a silnou stánku a část -mami je více osobní, zpovědní a zranitelná stránka. Také uvedla, že název vybrala na počest své matky, Pillar Tobella, která s Rosalíou jezdila po městě na motorce. Poprvé se se slovem motomami Rosalía setkala u své kamarádky, která toto slovo používala jako uživatelské jméno pro Hotmail.

## Diskografie

### Studiová alba
- Los Ángeles (2017)
- El Mal Querer (2018)
- Motomami (2022)